# Liste der Bodendenkmale in Burg (bei Magdeburg)
In der Liste der Bodendenkmale in Burg sind alle Bodendenkmale der Stadt Burg und ihrer Ortsteile aufgelistet. Grundlage ist die Veröffentlichung der Landesdenkmalliste mit Stand vom 25. Februar 2016.  Die Baudenkmale sind in der Burg aufgeführt.
| Denkmal-ID | Fundart            | Ortsteil    | Bezeichnung                        | Zeitstellung | Lage                                                                | Bemerkungen | Bild |
| ---------- | ------------------ | ----------- | ---------------------------------- | ------------ | ------------------------------------------------------------------- | --- | ---- |
| 428300560  | Befestigung > Wall | Niegripp    | Burgwall, ehemaliges Gut, überbaut | undatiert    | Im Norden des Ortes, ehemaliges Gut (nahe Lindenstr./Sportplatz) () | |      |
| 428300593  | Befestigung > Burg | Burg        | Höhenburg Weinberg                 | Mittelalter  | Ortslage (Lage)                                                     | Zugang über Bergstraße |      |
| ?          | Befestigung > Burg | Burg        | Redoute                            |              | 4 Feldschanzen (Lage)                                               | südwestlicher Ortsrand, Siedlung „Rote Mühle“ |      |
| 428300543  | Befestigung > Wall | Detershagen | Befestigung (Burgwall)             | undatiert    | Weinberg ()                                                         | Deutliche Überprägung eines Truppenübungsplatzes der Oststreitkräfte. Umzäunt und nicht legal betretbar (Stacheldraht etc.) auch das Umfeld (weiträumig) durch Schützengräben etc. beeinflusst. Aufwallungen sind zu erkennen. |      |
| 428300544  | Befestigung > Wall | Ihleburg    | Wallanlage                         | Mittelalter  | im Ort, Garten hinter dem Pfarramt (Lage)                           | Nur noch in Resten erhalten, im nördlichen bis südöstlichen Bereich wurden Gebäude in den Wall gebaut. Fläche/Wallanlage nur zum Teil (Friedhof, Kirche) zugänglich.                                                           |      |
| 428300564  | Befestigung > Wall | Schartau    | Burgwall(-rest)                    | Mittelalter  | am Nordufer des Schartauer Sees (Lage)                              | Zufahrt über Straße ‚Ausbau 1–4‘, bei der Befahrung der Zufahrtsstraße kann schwach aus der Entfernung eine Anhöhe erkannt werden. Die Struktur deutet auf einen Burgwall hin.                                                 |      |